# Lego Minifigures Online
Lego Minifigures Online — массовая многопользовательская ролевая онлайн-игра (MMORPG), разработанная Funcom и выпущенная в 2014 году. Игра воссоздаёт игрушечный мир, обитателями которого являются фигурки из конструктора Lego. В сюжете игры представлены как классические миры вселенной Lego, такие как космос, замок, пираты, средневековье, так и новые темы, такие как мифология. Игровой мир Lego Minifigures Online состоит из множества разнообразных локаций со своими сокровищами и боссами. Исследуя миры, игрок может открывать разных персонажей, каждый из которых обладает уникальным набором характеристик и способностей. Кроме того, игра предоставляет возможность строить из кубиков конструктора различные строения и необходимые вещи.

## Игровой процесс
Игрок может одновременно управлять максимум тремя активными персонажами, быстро переключаясь между ними и исследуя многочисленные миры вселенной Lego. Однако, если посчитает нужным, может заменить одного или нескольких персонажей, активировав доступ к другим. Управляя персонажами, игрок может нападать на врагов, строить здания и разрушать их, а также развивать своих персонажей, улучшая их навыки и способности. Кроме того, игроки могут собирать команды и сражаться против других команд в режиме онлайн.